# Fàstiv
Fàstiv (ucraïnès: Фа́стів) és una ciutat de la província de Kíev, al centre d'Ucraïna. En mapes antics apareix amb el nom de Chvastiv (polonès: Chwastów). Administrativament, és una ciutat d'importància provincial, i és la capital del raion de Fastiv Raion. El 2021 tenia una població aproximada de 44.841 habitants.
Situada a la intersecció de diferents línies de tren, Fastiv és un nus ferroviari destacat en les rutes cap a l'Europa central, Rússia i l'Àsia. L'1 de desembre de 1918, a l'estació de Fastiv les delegacions de la República Popular d'Ucraïna i la República Popular d'Ucraïna Occidental van signar l'acta d'unificació que unia els territoris ucraïnesos que estaven dividits entre l'Imperi Austrohongarès i l'Imperi Rus.

## Ciutats agermanades
Wałcz, Polònia